# Gesellschaft für deutsche Sprache

Logo

La Gesellschaft für deutsche Sprache (ɡəˈzɛlʃaft fyːɐ̯ ˈdɔʏtʃə ˈʃpʁaːxə, Societat per la Llengua alemanya), o GfdS, amb la seva seu en Wiesbaden és la principal societat lingüística patrocinada pel govern Alemanya. Refundada poc després de la Segona Guerra Mundial el 1947, el GfdS és políticament independent i el successor declarat del Allgemeiner Deutscher Sprachverein (ADSV), l'Associació General per la Llengua Alemanya, fundada el 1885 a Braunschweig, Alemanya. El seu objectiu és investigar i donar a conèixer l'alemany pertot el món; per avaluar el canvis lingüístics i per donar recomanacions respecte a l'ús actual de la llengua.

## Activitats
Amb el seu servei de consell de la llengua, la GfdS dona suport a individus, empreses, autoritats i institucions amb qüestions de l'ús de l'alemany contemporani amb relació a l'ortografia, la gramàtica i l'estil.
En una cerimònia pública bi-anual, la GfdS atorga el Premi de Mitjans de Comunicació per la Cultura de Llengua (Medienpreis für Sprachkultur). A més, i en cooperació amb la Fundació l'Alexander Rhomberg, la GfdS atorga anualment el Premi l'Alexander Rhomberg per a joves periodistes.
Des de 1971, la GfdS produeix una retrospectiva anual de la llengua, conegut per 'Paraula de l'Any' (alemany: Wort des Jahres)

### Feina pel Parlament alemany
El consell d'editorial del parlament de la GfdS (Redaktionsstab der Gesellschaft für deutsche Sprache e. V. beim Deutschen Bundestag) dona consell lingüístic al Consell Federal Bundesrat i el Parlament Federal Bundestag. També aconsellen ministeris i autoritats en ambdós nivells federal i estatal respecte al contingut lingüístic en els esborranys legislatius, lleis, ordres i altres textos.
La tasca més important de la GfdS és revisar la llengua de legislació d'esborrany, estatuts i ordres la terminologia legal de la qual ha de ser formulada clarament i concisament.

### Publicacions
La GfdS publica dues revistes lingüístiques, Der Sprachdienst i Muttersprache.
Der Sprachdienst va ser fundat el 1957 arran de la feina pràctica de la GfdS, és l'associació de premsa, de publicació bi-mensual, amb una tirada de 3,200 exemplars (2012) i objectius per adreçar-se una audiència ampla, general amb un interès en assumptes lingüístics. La publicació se centra, principalment, en lingüística històrica, gramàtica, estilística, fraseologia, terminologia, onomàstica i ortografia, però també conté els articles que tracten qüestions més generals sobre l'ús de l'alemany.
La GfdS té una molt reputada publicació trimestral, la revista acadèmica Muttersprache, actualment (2012) en el seu 122è aniversari, té una tirada de 1.000 exemplars amb difusió en 40 països, enfocada especialment en temes lingüístics.

## Organització
El president de la GfdS és el Prof. Dr. h. c. Armin Burkhardt, un lingüista professional i Professor de Lingüística germànica a la Universitat Otto-von-Guericke de Magdeburg; el Secretari és Andrea-Eva Ewels, també un lingüista professional.
La societat actualment (5 setembre 2012) consisteix d'un total de 103 sucursals en 35 països en quatre continents, 47 en Alemanya i 56 a l'estranger.

### Sucursals alemanyes
47 de les sucursals de la GfdS es troben a Alemanya (setembre 2009), amb almenys una sucursal en cada un dels 16 estats federals alemanys:
- Baden-Württemberg (Friburg de Brisgòvia, Heidelberg, Karlsruhe, Stuttgart)
- Baviera (Múnic, Nuremberg, Würzburg)
- Berlín (Berlín)
- Brandenburg (Frankfurt/Oder, Potsdam)
- Bremen (Bremen)
- Hamburg (Hamburg)
- Hessen (Bergstraße, Darmstadt, Frankfurt am Main, Kassel, Marburg an der Lahn, Wiesbaden)
- Baixa Saxònia (Celle, Göttingen, Hannover)
- Mecklenburg-Pomerània Occidental (Greifswald, Rostock, Schwerin)
- Rin del Nord-Westfàlia (Aquisgrà, Bonn, Dortmund, Düsseldorf, Münsterland, Siegen, West Ruhr Area, Wuppertal)
- Renània-Palatinat (Coblença, Mainz, Palatinat, Trèveris)
- Saxònia (Chemnitz, Dresden, Leipzig, Zittau, Zwickau)
- Saxònia-Anhalt (Halle/Saale, Magdeburg)
- Saarland (Saarbrücken)
- Slesvig-Holstein (Kiel)
- Turíngia (Erfurt, Weimar)

Si un estat federal té més d'una branca, llavors com a mínim es troba una branca en la capital de l'estat federal respectiu.

### Sucursals fora d'Alemanya
La GfdS té 56 sucursals fora d'Alemanya, en 35 països en quatre continents:
- Àfrica (6 sucursals)
  - Egipte (Caire)
  - Camerun (Yaoundé)
  - Namíbia (Windhoek)
  - Sud-àfrica (Johannesburg, Ciutat de Cap)
  - Togo (Lomé)

- Amèrica (7 sucursals)
  - Brasil (Porto Alegre, São Paulo)
  - EUA (Boston, Chicago, Madison, Nova York, Filadèlfia)

- Àsia (10 sucursals)
  - Armènia (Yerevan)
  - Xina (Hangzhou, Beijing, Shanghai)
  - Índia (Pune)
  - Israel (Tel-Aviv)
  - Japó (Tòquio)
  - Rússia (Omsk, Ural)
  - Turquia (Ankara)

- Europa (33 sucursals)
  - Àustria (Innsbruck, Viena)
  - Bèlgica (Brussel·les)
  - Bulgària (Sofia)
  - Croàcia (Zagreb)
  - República Txeca (Praga)
  - Dinamarca (Copenhagen)
  - Estònia (Tallinn)
  - Finlàndia (Turku)
  - França (París)
  - Geòrgia (Tbilisi)
  - Grècia (Atenes)
  - Hongria (Budapest)
  - Itàlia (Bolzano, Milà, Roma)
  - Lituània (Vilnius)
  - Luxemburg (Luxemburg)
  - Països Baixos (Nimega)
  - Polònia (Varsòvia, Wrocław)
  - Romania (Bucarest)
  - Rússia (Kaliningrad, Moscou, Regió Polar, Saratow, St Petersburg, Voronezh)
  - Eslovàquia (Bratislava)
  - Espanya (Madrid)
  - Ucraïna (Kiev, Chernivtsi)
  - Regne Unit (Londres)

### Cooperació
El president representa la GfdS en el Consell d'Ortografia Alemany (Rata für deutsche Rechtschreibung). El 2003, ambdues organitzacions, juntament amb l'Goethe-Institut i l'Institut de la Llengua Alemanya, van fundar el Consell de la Llengua Alemanya (Deutscher Sprachrat) que més tard també s'hi uní el Servei De Canvi Acadèmic Alemany (DAAD).
La GfdS es connecta a diverses Universitats i altres institucions educatives amb un interès en lingüística, per exemple l'Acadèmia Alemanya per Llengua i Poesia i l'Institut de la Llengua Alemanya (IDS).